# Granbergen
Granbergen är ett naturreservat i Arvidsjaurs kommun i Norrbottens län.
Området är naturskyddat sedan 2009 och är 2,6 kvadratkilometer stort. Reservatet omfattar Norra Granberget, en del av Västra Granberget och myrmark i norr. Reservatet består av urskogsartad granskog  med inslag av lövträd.